# Режисер

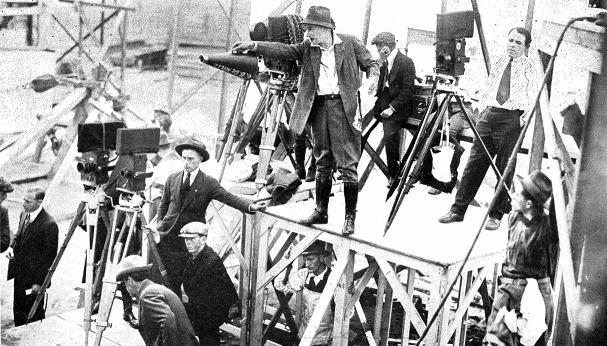
Режисер Сесіль Блаунт Де Мілль за роботою

Режисер (фр. régisseur — «завідувач», від лат. rego — «керую») — творчий працівник видовищних видів мистецтва: театру, кінематографа, телебачення, цирку, естради.
Призначення режисури — створення на основі п'єси, музично-драматичного твору або сценарію театрального спектаклю, естрадної або циркової вистави, фільму.
Термін «режисер» через російське посередництво (рос. режиссёр) запозичений із французької мови (фр. régisseur «режисер; керуючий, управляючий» пов'язане з régir «керувати, правити, управляти», що походить від лат. rego «керую, направляю; установлюю; даю настанови»). Відтоді українське визначення режисера як «постановника спектаклю, кінофільму, естрадно-концертної програми, циркової вистави і т. ін.» відповідає визначенню, що його дав Володимир Даль у своєму «Тлумачному словнику» 1861 року: «керуючий акторами, грою, виставами, який призначає, що давати або ставити, роздає ролі». Однак професія режисера в сучасному розумінні народилася в драматичному театрі в кінці XIX століття, коли спочатку Майнінгенський театр під керівництвом Людвіга Кронека, пізніше «Вільний театр» Андре Антуана в Парижі і «Вільна сцена» Отто Брама в Берліні вперше висунули принципи ансамблевості і підпорядкування всіх компонентів спектаклю єдиному задуму.
В ігровому кіно, що зародилося на початку XX століття, багато режисерів, в тому числі Чарлі Чаплін, Девід Ворк Гріффіт, Георг Вільгельм Пабст, приходили з театру, переносячи в новий вид мистецтва театральний досвід.

## Режисер-постановник
У роботі над виставою або кінофільмом може бути задіяний не один режисер. В цьому випадку режисер, який очолює всю роботу по створенню вистави або фільму, планує репетиційний процес, керує сценаристами, акторським складом, операторами, звукорежисерами і так далі, називається режисером-постановником.
Найближчий творчий помічник режисера-постановника називається режисером, менш відповідальні завдання режисера-постановника виконує режисер-асистент, або асистент режисера.
Робота режисера в кожному виді мистецтва має свої особливості і не у всіх режисурі належить головна роль: так, балет ставить перш за все балетмейстер, а в оперному театрі інтерпретатором музично-драматичного твору є диригент.